# Via Lattea (mitologia greca)

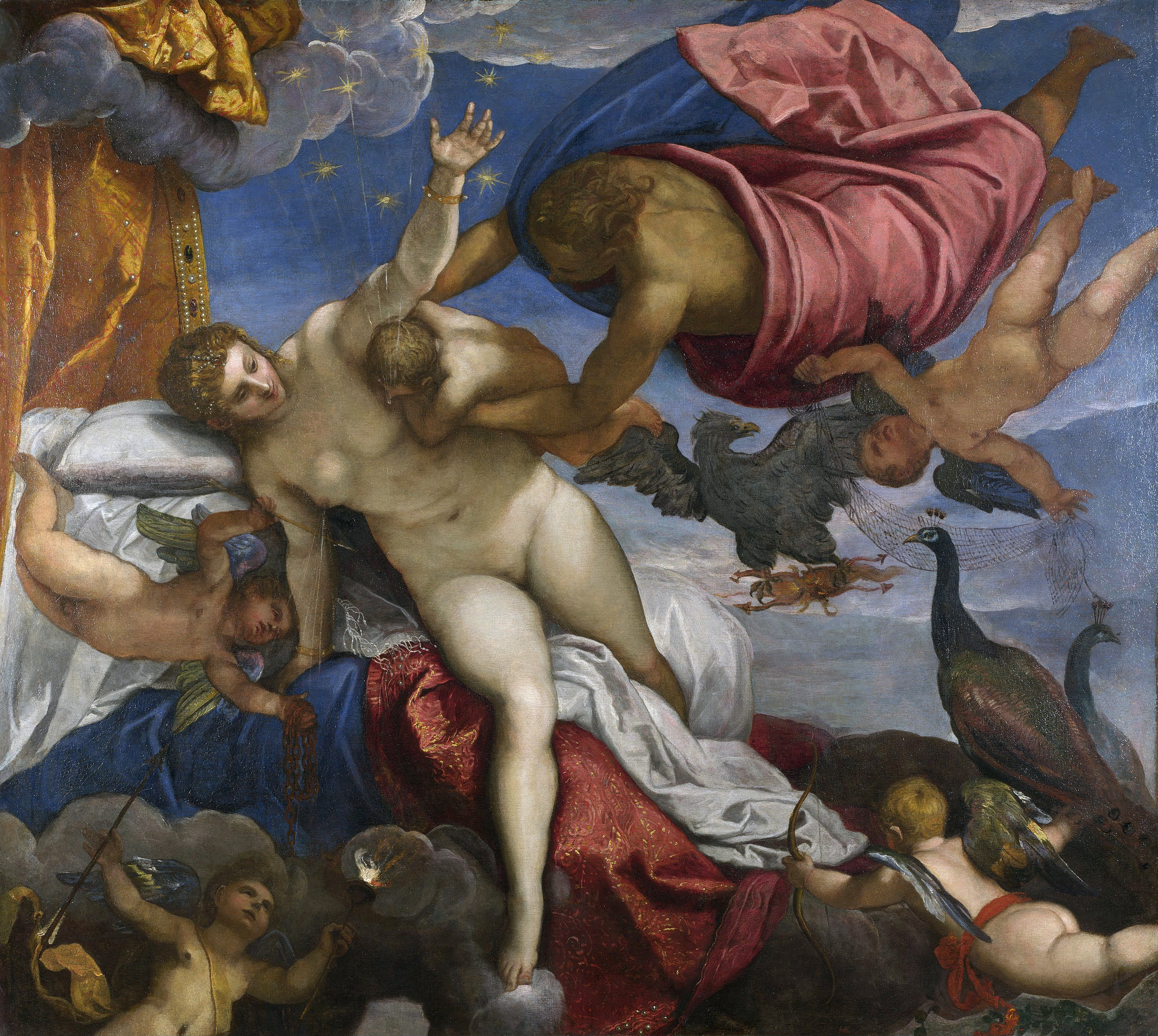
Tintoretto, Nascita della Via Lattea, 1578-80, Londra, National Gallery.

Nella mitologia classica la Via Lattea nacque dalle gocce del latte fuoriuscito dal seno di Era, mentre allattava Eracle. Zeus, approfittando del sonno della dea, attaccò al seno suo figlio Eracle, avuto con la mortale Alcmena, perché solo succhiando dal petto della madre degli dei, il semidio avrebbe potuto ottenere l'immortalità. Il figlio di Zeus però, agguantò un seno della dea con troppa forza, svegliando Era e facendo schizzare parte del latte verso il cielo. Si creò così la galassia, denominata dai Greci Via lattea.
Secondo Diodoro Siculo, quando Fetonte non fu più in grado di tenere le redini del carro solare, i cavalli di Helios cambiarono il percorso abituale ed attraversarono i cieli, incendiandoli e formando la Via Lattea.